# Laurent Dailliez
Laurent Dailliez est un géologue et historien français. Ses publications concernent principalement la Provence et les Templiers. Il est docteur en histoire, diplômé de l'École pratique des hautes études (IVe section).
Il est mort en 1991 d'un accident de la route.
Le musée départemental d'art sacré de Pont-Saint-Esprit (près de Nîmes) conserve sa bibliothèque et ses fichiers.

## Publications

### Sur les Templiers
- Bibliographie du Temple, CEP, Paris, 1972, 216p.
- La France des Templiers, Marabout, coll. « Guide Marabout », Paris, 1974, 185p.
- Laurent Dailliez, Jacques de Molay, dernier maître du Temple, Paris, R. Dumas, 1974, 208 p. (ISBN 2-85338-003-3)
- La Règle des Templiers, Alpes Méditerranée édition, Nice, 1978, 400 p.

Note : En appendice, statuts de l'ordre de Montesa et reprod. en fac-sim. d'une lettre d'Hugues de Payens. - Textes des versions en latin et en ancien français et traduction en français moderne à la suite.
- Guide de la France templière, la Table d'émeraude, Paris, 1992, 190 p.  (ISBN 2-903965-23-4)
- Règles et statuts de l'ordre du Temple, Dervy, Paris, 1996 (2e éd. augm.), 399p.  (ISBN 2-85076-733-6)
- Les Templiers, Perrin, coll. « Tempus », Paris, 2003, 404p.  (ISBN 2-262-02006-X)
- Les Templiers. 3, Flandre, Hainaut, Brabant, Liège et Luxembourg, Alpes-Méditerranée éditions, Nice, 1978, 428 p.  (ISBN 2-86320-017-8)

Note : Appendice de choix de chartes et documents en français et en latin, 1127-1305 ; et fac-sim. du Cartulaire du Temple en Flandre.
- Les Templiers et l'agriculture : ou les Composts templiers, Alpes Méditerranée, Nice, 1981, 164 p.
- Les Templiers ces inconnus, Libr. académique Perrin, coll. « Présences de l'histoire », Paris, 1977 (1re éd. = 1972), 405p.  (ISBN 2-262-00024-7).
  - Les Templiers ces inconnus, France Loisirs, 1976 (1reéd. = 1975, 404 p.), 410 p.
- Templiers de Provence, Presses universitaires de Nice et de Corse, coll. « Collection Connaissance de la Provence et de la Corse » no 5, Nice, 1979, 130 p. (ISBN 2-86331-008-3) édité erroné (OCLC 761306217)
  - Les Templiers. En Provence 1 [Texte], Alpes-Méditerranée éditions, Nice, 1977, 333 p.
  - Les Templiers. En Provence 2 Atlas, Alpes-Méditerranée éditions, Nice, 1977, 83 p.
- Les Templiers. Gouvernement et institutions, Alpes Méditerranée édition, coll. « Histoire de l'ordre du Temple », Nice, 1980, 328 p.  (ISBN 2-86320-018-6)
- Les Templiers et les règles de l'Ordre du Temple, P. Belfond, coll. « Sciences secrètes », Paris, 1972, 267 p.
- L'Ordre de Montesa, successeur des Templiers, Alpes Méditerranée édition, Nice, 1977, 160 p.

### Sur la Provence
- Abbayes de Provence. 1, Silvacane, Presses universitaires de Nice et de Corse, coll. « Collection Connaissance de la Provence et de la Corse », Nice, 1978, 32 p.
- Abbayes de Provence. 2, Saint-Michel de Frigolet, Presses universitaires de Nice et de Corse, coll. « Collection Connaissance de la Provence et de la Corse », Nice, 1978, 29 p.
- Abbayes de Provence. 3, Le Thoronet, Presses universitaires de Nice et de Corse, coll. « Collection Connaissance de la Provence et de la Corse », Nice, 1978, 29 p. (ISBN 2-86331-002-4) édité erroné
- Abbayes de Provence. 5, Saint-Pons de Gémenos, Presses universitaires de Nice et de Corse, coll. « Collection Connaissance de la Provence et de la Corse », Nice, 1978, 29 p.
- Aix-en-Provence : le Cloître de la cathédrale, Presses universitaires de Nice et de Corse, coll. « Collection Connaissance de la Provence et de la Corse », Nice, 1978, 32 p.  (ISBN 2-86331-003-8)
- Arles, Presses universitaires de Nice et de Corse, coll. « Collection Connaissance de la Provence et de la Corse », Nice, 1978, 32 p.
- Les Cloîtres de Provence. 1, Saint-Paul de Mausole, Saint-Trophime d'Arles, Montmajour, Frigolet, Presses universitaires de Nice et de Corse, coll. « Collection Connaissance de la Provence et de la Corse », Nice, 1978, 30 p.
- Les Cloîtres de Provence. 2, Cloîtres des cathédrales. Presses universitaires de Nice et de Corse, coll. « Collection Connaissance de la Provence et de la Corse », Nice, 1979, 32 p.
- Corse romane, Presses universitaires de Nice et de Corse, coll. « Collection Connaissance de la Provence et de la Corse », Nice, 1979.
- Corse romane. 1, Corse du Nord, Presses universitaires de Nice et de Corse, coll. « Collection Connaissance de la Provence et de la Corse », Nice, 1979, 30 p. (ISBN 2-86331-001-2) édité erroné
- Découvrir la Provence romane, Marabout, coll. « Guide Marabout » no 17, Verviers, 1976, 191 p.
- Les Saintes-Maries-de-la-Mer : mythes ou légendes, Alpes-Méditerranée - Impres'Sud, Nice, 1978, 143 p.  (ISBN 2-86320-019-4)
- Vence : une cité, un évêché, un canton, Alpes-Méditerranée éditions, Nice, 1979, 479 p.
  - Vence : une cité, un évêché, un canton, Alpes. méditerranée éd. impres'sud, Nice, 1978, 512 p.
- Vence, cité millénaire. 1, Des origines à François Ier, Alpes-Méditerranée édition, Nice, 1976, 200 p.
- Vence, cité millénaire. 3, guide monumental, Alpes-Méditerranée édition, Nice, 1977, 85 p.
- Un village de Provence, La Roque d'Anthéron, à compte d'auteur, 1967, 24 p.

### Autres
- Abbazie Cistercensi e ordine di Citeaux in Italia (= Abbayes Cistercienneset ordre de Citeaux en Italie), Federazione delle monache cisterciensi in Italia, [impr. Bosco, Cannes], 1983, 360 p.
- Les Chevaliers de Montjoie, Alpes Méditerranée éditions, Nice, 1977, 128 p.
- Les Chevaliers teutoniques, Perrin, Paris, 1979, 209 p.  (ISBN 2-262-00160-X)
- Combat contre le cancer: les travaux et les guérisons du Dr Jean Solomidès, Le Hameau, Paris, 1974, 252 p.
- Découvrir la Provence romane, Marabout, coll. « Guide Marabout » no 17, Verviers, 1976, 191 p.
- Ecscaladieu : abbaye cistercienne, L. Dailliez (auteur - éditeur), 1990, 84 p.  (ISBN 2-901752-02-0). Le titre comporte une faute, il s'agit évidemment de l'abbaye d'Escaladieu.
- Centre de recherches et d'action orthobiologiques (Vence) : Halte au racket sur le Plan des Noves ! : pour que survive la région vençoise : étude géologique et hydrogéologique de l'arrière-pays, Vie et action, Vence, 1975, 30 f.
- En collab. avec Jean-Marie Rouart et Bruno Cortequisse : Mémoire de l'histoire, Sélection du Reader's Digest, Paris, 1999, 559 p.  (ISBN 2-7098-1120-0)

Note : Pour Laurent Dailliez, ce livre ne fait que reproduire Les Templiers ces inconnus.
- L'Ordre de Montesa, successeur des Templiers, Alpes-Méditerranée éditions, Nice, 1977, 160 p.
- L'Ordre de Saint-Jean de Jérusalem au Portugal, XIe-XVe siècles, Alpes-Méditerranée éditions, Nice, 1977, 63 p.
- En collab. avec A. Joubert-Chapdeleine : À la recherche de la Bretagne celtique, Marabout, coll. « Guide Marabout » no 7, Verviers, 1974, 192 p.
- Sur les chemins de la Bretagne des calvaires, Marabout, coll. « Guide Marabout » no 11, Verviers, 1975, 190 p.